# Glazbeni album
Glazbeni album je zbirka povezanih glazbenih uradaka namijenjena javnoj distribuciji. Može sadržavati i multimedijalne sadržaje, najčešće video uratke.
Prvi album objavljen je 1948. godine, a objavila ga je diskografska kuća Columbia Records.